# Begonte
Begonte é um município da Espanha na província de Lugo, comunidade autónoma da Galiza, de área  127,37 km² com população de 2 976 habitantes (2021; densidade: 23,4 hab./km²).

## Demografia
| Variação demográfica do município entre 1991 e 2004 | Variação demográfica do município entre 1991 e 2004 | Variação demográfica do município entre 1991 e 2004 | Variação demográfica do município entre 1991 e 2004 |
| --------------------------------------------------- | --------------------------------------------------- | --------------------------------------------------- | --------------------------------------------------- |
| 1991                                                | 1996                                                | 2001                                                | 2004                                                |
| 4606                                                | 4084                                                | 3674                                                | 3682                                                |